# Geoffry Hairemans
Geoffry Hairemans (Wilrijk, 21 oktober 1991) is een Belgisch voetballer die als middenvelder speelt bij Royal Antwerp FC.

## Carrière

### Antwerp FC
Hairemans genoot zijn jeugdopleiding bij onder meer Rapid Deurne, Tubantia Borgerhout en Antwerp FC en kreeg in 2008 een contract als profvoetballer bij deze laatste club. Op 20 januari 2010 werd bekend dat Hairemans samen met zijn tweelingbroer Dimitri een contract heeft getekend bij De Graafschap.
Op 29 oktober ging Hairemans voor een week op stage bij Manchester United en dit onder leiding van ex-Antwerp trainer Warren Joyce.
Begin december 2009 mocht Geoffry dan op stage bij West Ham United om vervolgens tijdens de kerstvakantie voor een tweede keer naar Manchester United te gaan. 

### De Graafschap
Op 20 januari 2010 tekende Hairemans een contract voor 3,5 jaar bij de Nederlandse club BV De Graafschap. Zijn broer Dimitri Hairemans tekende ook bij De Graafschap. Hairemans maakte in de wedstrijd tegen Helmond Sport zijn debuut voor BV De Graafschap. Per 1 januari 2012 werd het contract van beide broers bij De Graafschap ontbonden.

### Lierse
Vanaf januari 2012 speelde hij voor eersteklasser Lierse SK. Zijn broer ging voor KFC Zwarte Leeuw spelen. Bij Lierse kon Hairemans zich nooit volledig ontwikkelen tot een vaste pion in het basiselftal. In de seizoenen 2013/14 en 2014/15 werd hij respectievelijk uitgeleend aan derdeklasser KV Turnhout en tweedeklasser KSK Heist.

### Terugkeer Antwerp
In 2015 keerde Hairemans terug naar Antwerp en kwam zo opnieuw terecht bij de club waar het voor hem allemaal begon. Hairemans werd met verloop van tijd sterkhouder en publiekslieveling op de Bosuil, in zijn eerste seizoen was hij goed voor 28 wedstrijden waarin hij 6 doelpunten scoorde. Promotie naar de hoogste afdeling werd echter net gemist. In zijn tweede seizoen lukte dit wel, Antwerp won de barragewedstrijden voor promotie tegen KSV Roeselare. Hairemans scoorde in de heenwedstrijd zelf de 3-1 via een penalty. 
Na een eerste seizoen als basisspeler bij Antwerp in Eerste klasse A verdween Hairemans in het tweede seizoen van Antwerp op het hoogste niveau steeds meer op het achterplan van coach László Bölöni. Met spijt in het hart maar met het oog op meer speelkansen besloot Hairemans Deurne begin september 2019 te verlaten.

### KV Mechelen
Begin september 2019 tekende Hairemans een driejarig contract bij promovendus KV Mechelen.
Op 25 november 2021 verlengde hij zijn contract bij KV Mechelen tot 2025.

## Clubstatistieken[2]
| Seizoen | Club          | Land               | Competitie         | Competitie | Competitie | Beker | Beker | Internationaal | Internationaal | Totaal | Totaal |
| Seizoen | Club          | Land               | Competitie         | Wed.       | Dlp.       | Wed.  | Dlp.  | Wed.           | Dlp.           | Wed.   | Dlp.   |
| ------- | ------------- | ------------------ | ------------------ | ---------- | ---------- | ----- | ----- | -------------- | -------------- | ------ | ------ |
| 2008/09 | Antwerp FC    | Vlag van België    | Proximus League    | 2          | 0          | 0     | 0     | —              | —              | 2      | 0      |
| 2009/10 | Antwerp FC    | Vlag van België    | Proximus League    | 13         | 1          | 1     | 0     | —              | —              | 14     | 1      |
| 2009/10 | De Graafschap | Vlag van Nederland | Eerste divisie     | 4          | 1          | 0     | 0     | —              | —              | 4      | 1      |
| 2010/11 | De Graafschap | Vlag van Nederland | Eerste divisie     | 5          | 0          | 1     | 0     | —              | —              | 6      | 0      |
| 2011/12 | De Graafschap | Vlag van Nederland | Eredivisie         | 2          | 0          | 0     | 0     | —              | —              | 2      | 0      |
| 2011/12 | Lierse SK     | Vlag van België    | Jupiler Pro League | 5          | 0          | 1     | 0     | —              | —              | 6      | 0      |
| 2012/13 | Lierse SK     | Vlag van België    | Jupiler Pro League | 10         | 0          | 0     | 0     | —              | —              | 10     | 0      |
| 2013/14 | → KV Turnhout | Vlag van België    | Derde klasse A     | 22         | 5          | 0     | 0     | —              | —              | 22     | 5      |
| 2014/15 | → KSK Heist   | Vlag van België    | Proximus League    | 29         | 4          | 1     | 0     | —              | —              | 30     | 4      |
| 2015/16 | Antwerp FC    | Vlag van België    | Proximus League    | 28         | 6          | 2     | 0     | —              | —              | 30     | 6      |
| 2016/17 | Antwerp FC    | Vlag van België    | Proximus League    | 23         | 2          | 2     | 0     | —              | —              | 25     | 2      |
| 2017/18 | Antwerp FC    | Vlag van België    | Jupiler Pro League | 37         | 3          | 1     | 0     | —              | —              | 38     | 3      |
| 2018/19 | Antwerp FC    | Vlag van België    | Jupiler Pro League | 21         | 1          | 1     | 0     | —              | —              | 22     | 1      |
| 2019/20 | Antwerp FC    | Vlag van België    | Jupiler Pro League | 4          | 0          | 0     | 0     | 3              | 0              | 7      | 0      |
| 2019/20 | KV Mechelen   | Vlag van België    | Jupiler Pro League | 17         | 1          | 0     | 0     | —              | —              | 17     | 1      |
| 2020/21 | KV Mechelen   | Vlag van België    | Jupiler Pro League | 39         | 8          | 3     | 0     | —              | —              | 42     | 8      |
| 2021/22 | KV Mechelen   | Vlag van België    | Jupiler Pro League | 31         | 5          | 2     | 1     | —              | —              | 33     | 6      |
| 2022/23 | KV Mechelen   | Vlag van België    | Jupiler Pro League | 33         | 9          | 6     | 0     | —              | —              | 39     | 9      |
| 2023/24 | KV Mechelen   | Vlag van België    | Jupiler Pro League | 37         | 6          | 1     | 0     | —              | —              | 38     | 6      |
| 2024/25 | KV Mechelen   | Vlag van België    | Jupiler Pro League | 30         | 2          | 2     | 1     | —              | —              | 32     | 3      |
| 2025/26 | Antwerp FC    | Vlag van België    | Jupiler Pro League | 0          | 0          | 0     | 0     | —              | —              | 0      | 0      |
| Totaal  | Totaal        | Totaal             | Totaal             | 392        | 54         | 24    | 2     | 3              | 0              | 419    | 56     |